# Toshio Matsuura
Toshio Matsuura (født 20. november 1955) er en japansk fodboldspiller.

## Japans fodboldlandshold
| Japans landshold | Japans landshold | Japans landshold |
| År               | Kmp              | Mål              |
| ---------------- | ---------------- | ---------------- |
| 1981             | 4                | 1                |
| 1982             | 2                | 0                |
| 1983             | 5                | 0                |
| 1984             | 1                | 0                |
| 1985             | 0                | 0                |
| 1986             | 3                | 1                |
| 1987             | 7                | 4                |
| Total            | 22               | 6                |